# توني بيرتي
توني بيرتي (بالإنجليزية: Tony Berti)‏ هو لاعب كرة قدم أمريكية أمريكي، ولد في 21 يونيو 1972 في روك سبرينغز في الولايات المتحدة.

## وصلات خارجية
- توني بيرتي على موقع مرجع كرة القدم المحترفة.كوم (الإنجليزية)